# Фубине
Фубѝне (на италиански: Fubine; на пиемонтски: Fubin-e, Фубин-е) е село и община в Северна Италия, провинция Алесандрия, регион Пиемонт. Разположено е на 192 m надморска височина. Населението на общината е 1681 души (към 2010 г.).